# Barnöre

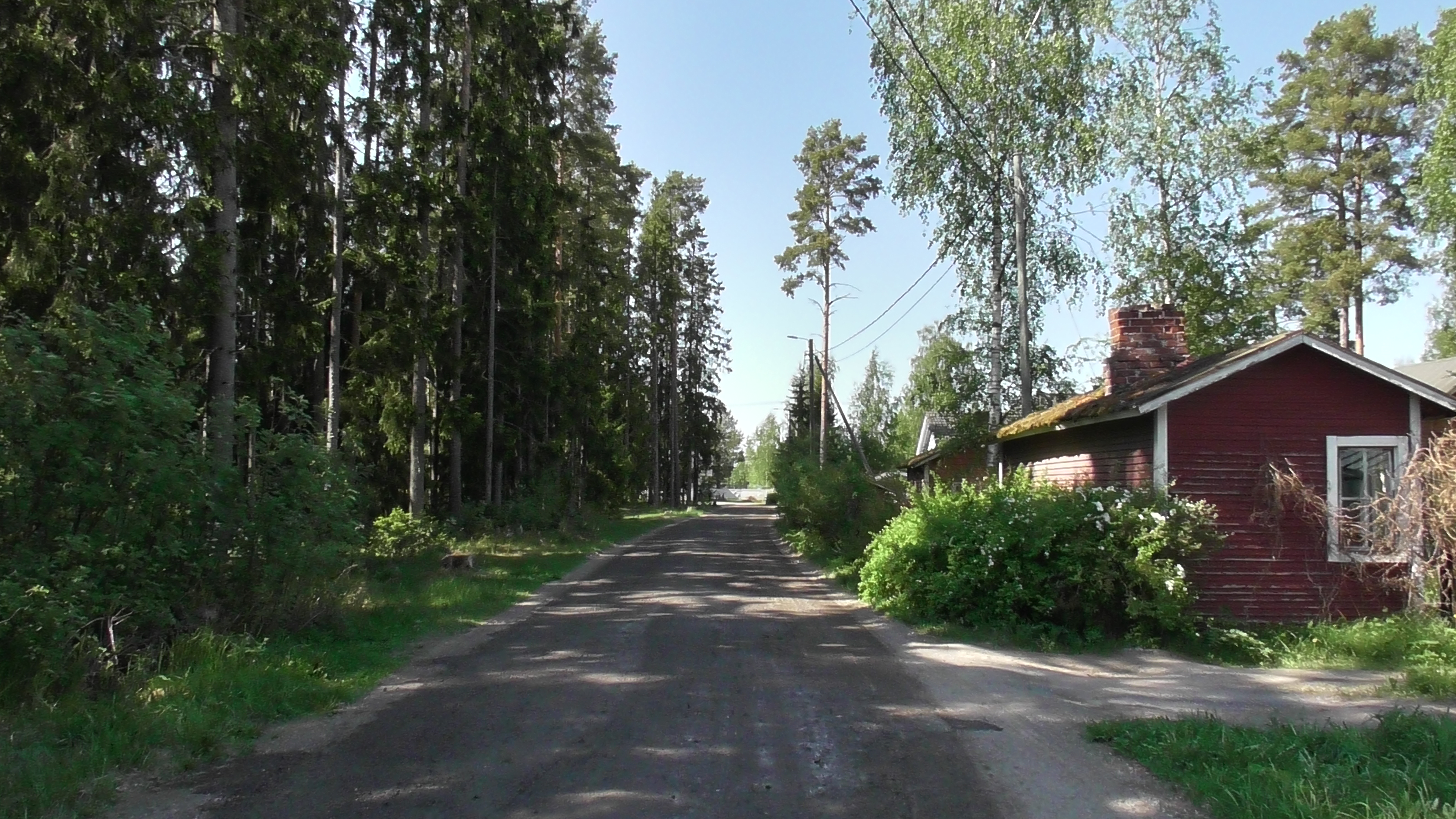
Barnörestråket i Barnöre.

Barnöre (finska: Paarnoori) är stadsdel nr 79 i  Björneborg i Finland. Barnöre ingår i området Havs-Björneborg. Platsen finns cirka 10 km västerut från stadens centrum. Området har en prägel av lantlig centralort, men ligger separat från stadens centrum och övriga delar av Havs-Björneborg. Närmaste stadsdelar är i norr Udden, i sydöst Penäs och några kilometer västerut finns Udden.